# سيسيليا بيك
سيسيليا بيك (بالإنجليزية: Cecilia Peck)‏ هي منتجة أفلام ومنتجة ومخرجة ومخرجة وممثلة أمريكية، ولدت في 1 مايو 1958 بلوس أنجلوس في الولايات المتحدة. بدأت مشوارها المهني سنة 1986.

## أعمال

### أفلام
- (1987) وول ستريت[5]
- (2005) خراب

## وصلات خارجية
- سيسيليا بيك على موقع IMDb (الإنجليزية)
- سيسيليا بيك على موقع ألو سيني (الفرنسية)
- سيسيليا بيك على موقع أول موفي (الإنجليزية)
- سيسيليا بيك على موقع قاعدة بيانات الأفلام السويدية (السويدية)
- سيسيليا بيك على موقع قاعدة بيانات الفيلم (الإنجليزية)
- سيسيليا بيك على موقع كينوبويسك (الروسية)